# Hair (film)
Hair är en amerikansk film från 1979 i regi av Miloš Forman. Filmen är baserad på 1968 års Broadwaymusikal med samma namn, och handlar om en man från landet som träffar och blir vän med ett gäng långhåriga hippies.

## Om filmen
Regissören, Miloš Forman, blev nominerad till en César du cinéma för sitt arbete med filmen. Dansscenerna koreograferades av Twyla Tharp och utfördes av Twyla Tharp Dance Foundation. Filmen blev nominerad till bästa film i Golden Globe Award, och Treat Williams blev nominerad till en Golden Globe som "New Star of the Year" i en film.
Filmen hade premiär 14 mars 1979 i USA. I Sverige hade filmen premiär den 18 juli 1979 på biograf Park i Stockholm. 

## Rollista (i urval)
- John Savage – Claude Hooper Bukowski
- Treat Williams – George Berger
- Beverly D'Angelo – Sheila Franklin
- Don Dacus – Woof Daschund
- Dorsey Wright – LaFayette "Hud" Johnson
- Annie Golden – Jeannie Ryan
- Cheryl Barnes – Huds fästmö
- Richard Bright – sergeant George Fenton
- Nicholas Ray – generalen
- Melba Moore – sång i numret 3-5-0-0
- Ronnie Dyson – sång i numret 3-5-0-0

## Låtlista
| Nr   | Namn                                     |
| ---- | ---------------------------------------- |
| Cd 1 |                                          |
| 1    | Aquarius (sång)                          |
| 2    | Sodomy                                   |
| 3    | Donna/Hashish                            |
| 4    | Colored Spade                            |
| 5    | Manchester (England England)             |
| 6    | Abie Baby/Fourscore                      |
| 7    | I'm Black/Ain't Got No                   |
| 8    | Air (sång)                               |
| 9    | Party Music                              |
| 10   | My Conviction                            |
| 11   | I Got Life                               |
| 12   | Frank Mills                              |
| 13   | Hair (sång)                              |
| 14   | L.B.J                                    |
| 15   | Electric Blues/Oldfashioned Melody       |
| 16   | Hare Krishna (sång)                      |
| Cd 2 |                                          |
| 1    | Where Do I Go?                           |
| 2    | Black Boys                               |
| 3    | White Boys                               |
| 4    | Walking In Space                         |
| 5    | Easy To Be Hard                          |
| 6    | Three-Five-Zero-Zero                     |
| 7    | Good Morning Starshine                   |
| 8    | What A Piece Of Work Is Man              |
| 9    | Somebody To Love (sång)                  |
| 10   | Don't Put It Down                        |
| 11   | The Flesh Failures (Let The Sunshine In) |

## DVD
Filmen gavs ut på DVD i Sverige 2001 och 2008.